# Saint-Sylvain, Calvados

Saint-Sylvain este o comună în departamentul Calvados, Franța. În 1 ianuarie 2022 avea o populație de 1.454 de locuitori.